# Charles Lamb
Charles Lamb (10. února 1775, Londýn – 27. prosince 1834, Edmonton, nyní Londýn) byl anglický romantický spisovatel, básník, dramatik, literární kritik a autor dětské literatury, společně s Wiliamem Hazzlitem přední představitel eseje 19. století.

## Život
Pocházel z úřednické rodiny, vzdělání získal na londýnské střední škole Christ's Hospital, kde se seznámil se Coleridgem. Později k jeho přátelům patřili mimo jiné William Wordsworth, Leigh Hunt, nebo William Hazlitt. V letech 1792–1825 pracoval jako úředník Východoindické společnosti.

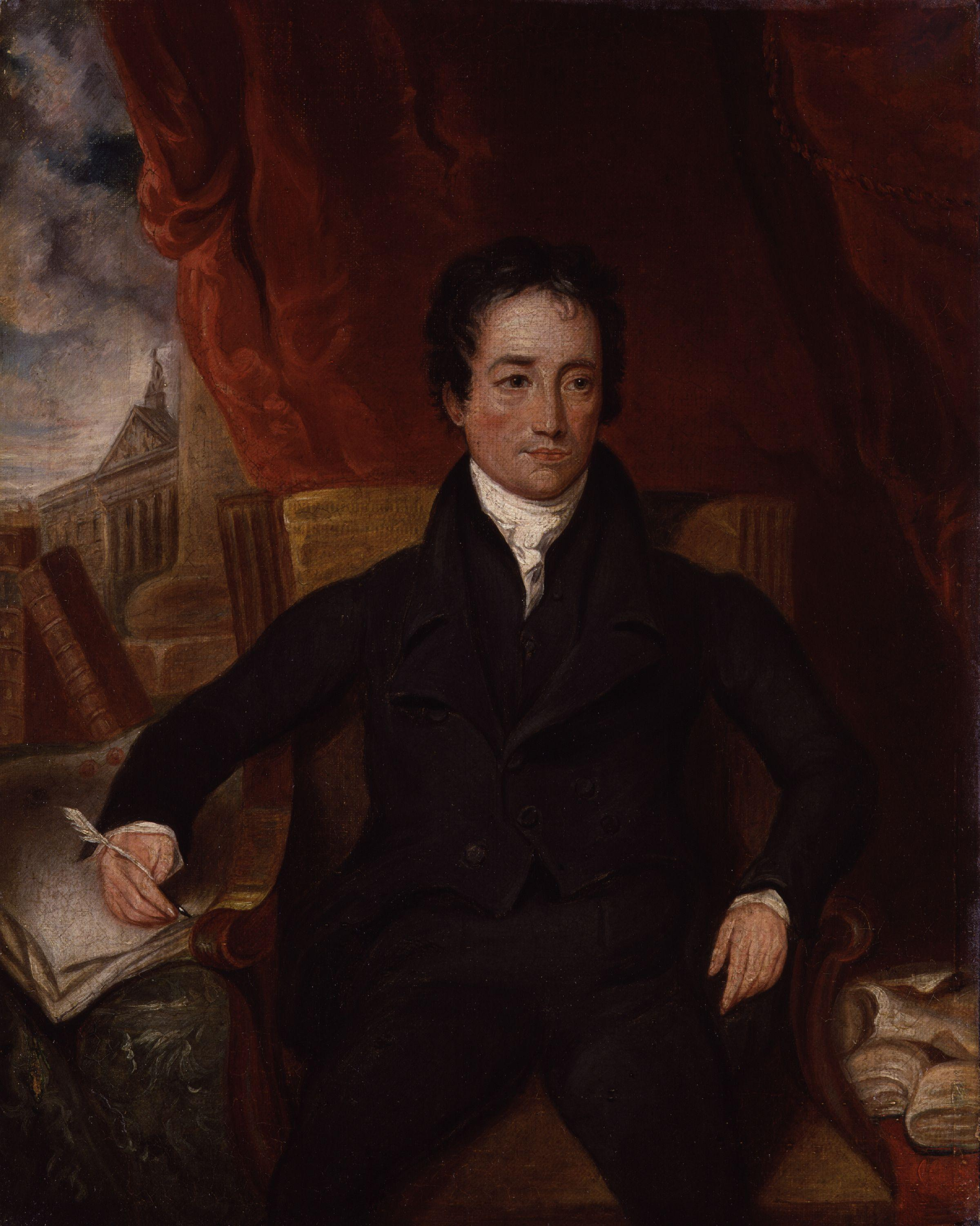
Charles Lamb na portrétu od Henryho Hoppnera Meyera z roku 1826

Jeho první verše (většinou sentimentální balady) nezískaly žádnou větší pozornost. Známý se stal až svými esejemi, které pod pseudonymem Elia psal pro London Magazine a později vydal knižně ve dvou svazcích. Jsou psány lehkým konverzačním tónem především o humorných nepolitických tématech (Londýn a jeho pamětihodnosti, zajímaví lidé, knihy, divadlo atp.) Vyznačují se bystrými postřehy, důvtipem, neobyčejně živou obrazností a výraznou poetičností. Pro jejich jazykovou formu je společně s Leighem Huntem a Williamem Hazlittem řazen do tzv. cockneyské školy, což byl hanlivý název pro jejich styl, který měl někdy blízko k londýnskému lidovému nářečí (v angličtině cockney).
Přestože měl duševní problémy (byl šest týdnů hospitalizován) a byl postižen vadou řeči, žil bohatým společenským životem a byl považován za roztomilého společníka. Nikdy se ale neoženil a pečlivě se staral o svou starší sestru Mary Ann (1765–1847), která trpěla těžkou duševní chorobou (v záchvatu šílenství dokonce roku 1796 zabila jejich matku). Snažil se u ní rozvíjet literární sklony a společně s ní napsal několik knih, z nichž nejznámější je převyprávěni her Williama Shakespeara pro děti. Jeho další pokusy o prozaickou a také o dramatickou tvorbu však nebyly příliš úspěšné. Zabýval se rovněž literární kritikou a literární historií.
Zemřel na streptokokovou infekci erysipel (růže), kterou se nakazil z lehkého škrábnutí na tváři vzniklém pří uklouznutí na ulici. Je pohřben se svou sestrou na hřbitově u kostela Všech svatých v Edmontnu.

## Výběrová bibliografie

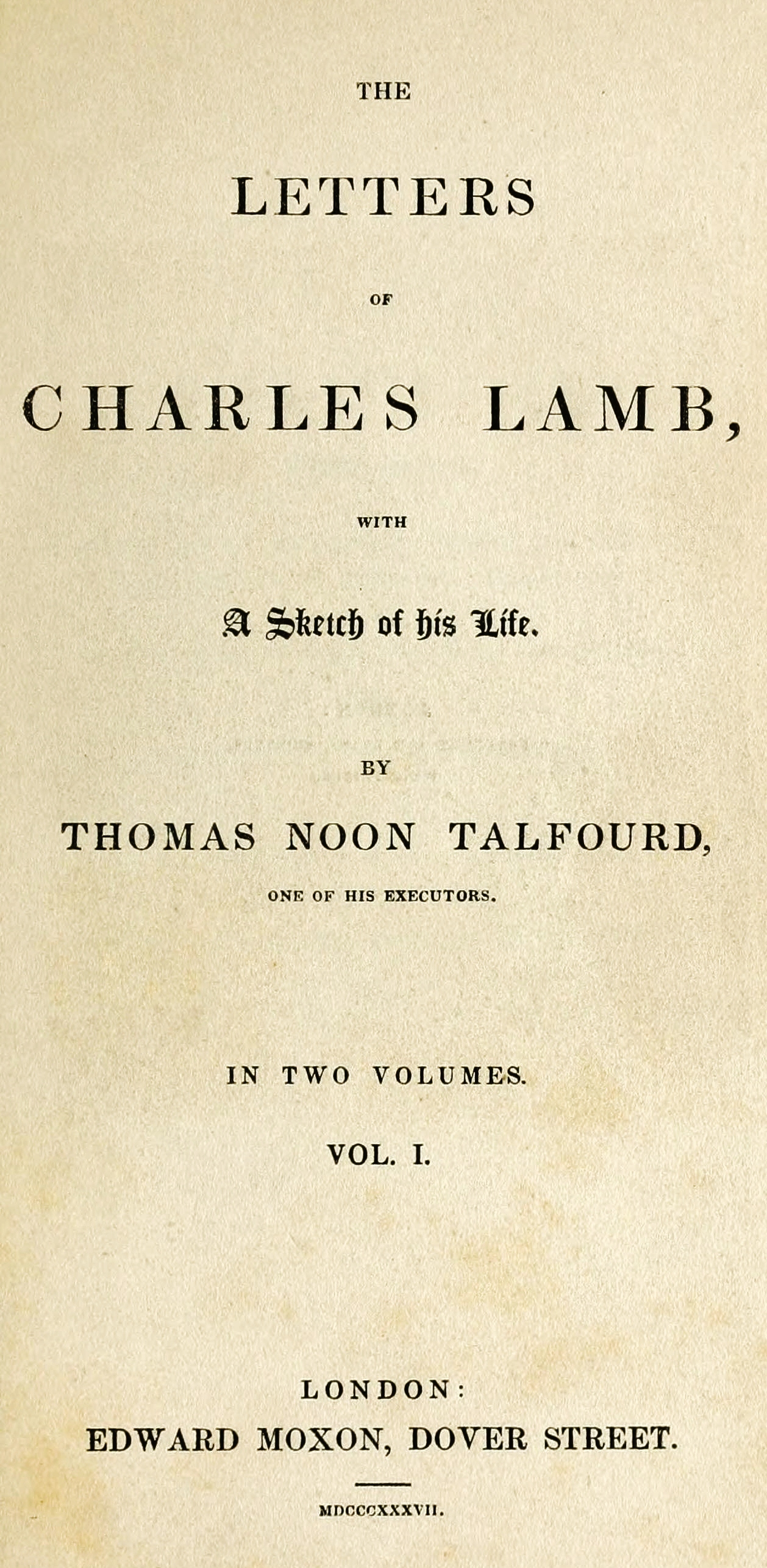
Dopisy Charlese Lamba (1837)

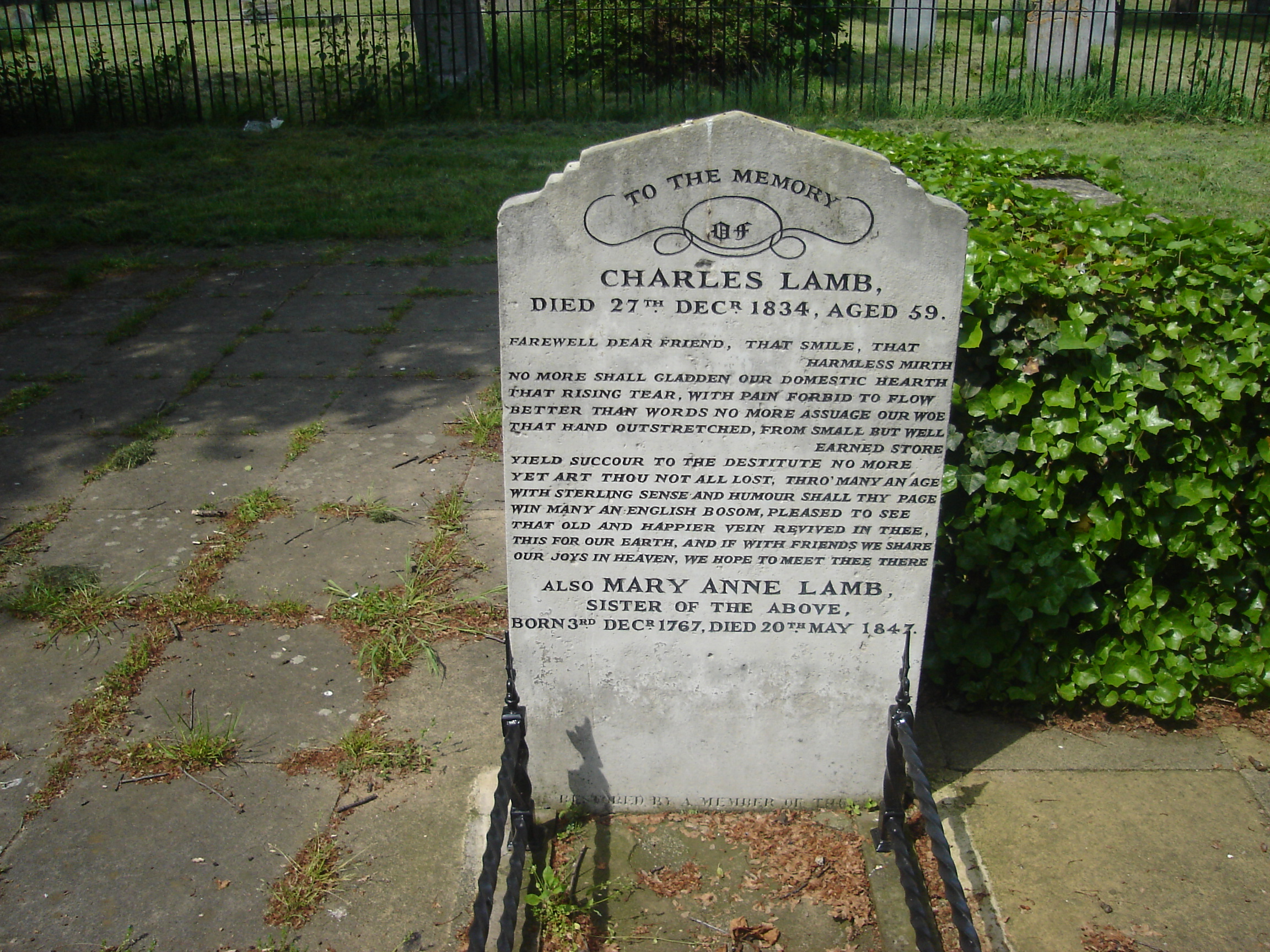
Hrob Charlese Lamba a jeho sestry v Edmontnu

- Blank Verse (1798), básnická sbírka.
- A Tale of Rosamund Gray, and Old Blind Margaret (1798, Příběh Rosamundy Grayové a staré slepé Margarety), autorova první próza napsaná pod vlivem nešťastné lásky, příběh mladého muže, který miluje dívku Rosamundu, ale jejich vztah končí její náhlou smrtí.
- John Woodvil (1802), tragédie ve verších podle vzoru ažbětinských dramatiků.
- Mr. H (1806), fraška.
- Tales from Shakespeare (1807, Příběhy ze Shakespeara), dva svazky, převyprávění dvaceti Shakespearových her formou přístupnou pro mládež. Knihu Lamb napsal společně se svou sestrou Mary Ann (Lamb převyprávěl tragédie a jeho sestra komedie a pohádkové hry), ale vyšla pod jeho jménem, aby byla Mary Ann ochráněna před nechtěnou publicitou. Jedná se o autorovu nejvydávanější knihu, přeloženou do několika jazyků včetně češtiny.[5]
- The Adventures of Ulysses (1808, Odysseova dobrodružství), převyprávění Homérovy Odyssei.
- Specimens of English Dramatic Poets who Lived About the Time of Shakespeare (1808, Ukázky z anglických dramatických básníků doby Shakespearovy), dva svazky, kritická a literárně historická práce.
- Poetry for Children (1809, Poezie pro děti), společně s Mary Ann.
- Mrs. Leicester's School (1809, Škola paní Leicesterové), společně s Mary Ann, příběhy několika dívek z penzionátní školy.
- On the Tragedies of Shakespeare (1811, O Shakespearových tragédiích), esej.
- Beauty and the Beast (1811, Kráska a zvíře), veršovaná pohádka umístěná do Persie.
- Witches and Other Night Fears (1821, Čarodějnice a jiné noční hrůzy), esej zabývající se vztahy mezi snem, fantazií a kreativitou.
- Essays of Elia (1823, Eliovy eseje), knižní vydání autorových esejů.
- The Pawnbroker's Daughter (1825, Zastavárníkova dcera), fraška, kterou napsal společně se svou sestrou.
- The Last Essays of Elia (1833, Poslední Eliovy eseje), druhý svazek autorových esejů.
- The Letters of Charles Lamb (1837, Dopisy Charlese Lamba), dva svazky, posmrtné vydání.
- Eliana (1867), posmrtně uspořádaný svazek dalších esejů.

## Česká vydání a variace
- Moderní básnící angličtí, Praha: Josef R. Vilímek 1898, svazek obsahuje mimo jiné dvě Lambovy básně, přeložil Jaroslav Vrchlický.
- Příběhy ze Shakespeara, Praha: Aventinum 1993, přeložil Jiří Josek, znovu 1994 a 1996.
- Příběhy z her/Willam Shakespeare, Praha: Aventinum 2011, první část založenou na Lambově díle přeložil Jan Hendriks, druhou doplnil vlastním převyprávěním dalších her Vladimír Hulpach.
- Tales from Shakespeare - Příběhy Wiliama Shakespeara, Praha: Garamond 2015, dvojjazyčný výbor, přeložil Lukáš Houdek.

Český pedagog a literární historik Jan Kabelík vydal roku 1899 Povídky ze Shakespeara (Telč: Emil Šolc). Kniha obsahuje převyprávění devatenácti Shakespearových her a v její předmluvě se autor odvolává na Charlese Lamba a vysvětluje, proč svoje převyprávění pojal poněkud odlišně.